# Otto Harbach
Otto Harbach (Salt Lake City (Utah), Estados Unidos, 18 de agosto de 1873-Nueva York, 24 de enero de 1963) fue un letrista estadounidense que trabajo en unos cincuenta musicales. Fue mentor de Oscar Hammerstein II. Entre sus letras más famosas se encuentran las de las canciones: Smoke Gets in Your Eyes, Indian Love Call y Cuddle up a Little Closer, Lovey Mine.
Trabajó con importantes compositores de canciones como Jerome Kern, Louis Hirsch, Herbert Stothart, Vincent Youmans, George Gershwin o Sigmund Romberg. Está incluido en el Salón de la Fama de los Compositores.